# Liste der Naturschutzgebiete im Landkreis Ludwigslust-Parchim
Im Landkreis Ludwigslust-Parchim gibt es 59 Naturschutzgebiete.
| Name des Gebietes                                                   | Bild           | Kennung | WDPA   | Landkreis / Stadt                                                    | Beschreibung / Bemerkungen | Standort | Fläche in Hektar | Datum der Verordnung |
| ------------------------------------------------------------------- | -------------- | ------- | ------ | -------------------------------------------------------------------- | -------------------------- | -------- | ---------------- | -------------------- |
| Alte Elde bei Kuppentin                                             | weitere Bilder | N 228   | 162085 | Landkreis Ludwigslust-Parchim                                        |                            | Position | 325              | 1995                 |
| Binnensalzwiese bei Sülten                                          | weitere Bilder | N 278   | 318199 | Landkreis Ludwigslust-Parchim                                        |                            | Position | 14               | 1999                 |
| Blaues Wasser                                                       | weitere Bilder | N 48    | 162448 | Landkreis Ludwigslust-Parchim                                        |                            | Position | 10               | 1967                 |
| Boissower See und Südteil des Neuenkirchener Sees                   | weitere Bilder | N 316   | 344578 | Landkreis Ludwigslust-Parchim                                        |                            | Position | 73               | 2005                 |
| Bolzer See                                                          | weitere Bilder | N 56    | 14348  | Landkreis Ludwigslust-Parchim                                        |                            | Position | 112              | 1967                 |
| BR ELB Pflegezone Die Rense                                         |                | BR3 PZ* |        | Landkreis Ludwigslust-Parchim                                        |                            |          | 136              |                      |
| BR ELB Pflegezone Elbtallandschaft und Löcknitzniederung bei Dömitz |                | BR3 PZ* |        | Landkreis Ludwigslust-Parchim                                        |                            |          | 1374             |                      |
| BR ELB Pflegezone Elbtallandschaft und Sudeniederung bei Boizenburg |                | BR3 PZ* |        | Landkreis Ludwigslust-Parchim                                        |                            |          | 1607             |                      |
| BR ELB Pflegezone Lübtheener Heide und Trebser Moor                 |                | BR3 PZ* |        | Landkreis Ludwigslust-Parchim                                        |                            |          | 1464             |                      |
| BR ELB Pflegezone Rögnitzniederung                                  |                | BR3 PZ* |        | Landkreis Ludwigslust-Parchim                                        |                            |          | 590              |                      |
| BR ELB Pflegezone Schaaletal mit Zuflüssen                          |                | BR3 PZ* |        | Landkreis Ludwigslust-Parchim                                        |                            |          | 158              |                      |
| BR ELB Pflegezone Sude mit Zuflüssen                                |                | BR3 PZ* |        | Landkreis Ludwigslust-Parchim                                        |                            |          | 403              |                      |
| Brantensee                                                          |                | N 195   | 162536 | Landkreis Ludwigslust-Parchim                                        |                            | Position | 90               | 1997                 |
| Bretziner Heide                                                     | weitere Bilder | N 106   | 162561 | Landkreis Ludwigslust-Parchim                                        |                            | Position | 31               | 1982                 |
| Daschower Moor                                                      |                | N 229   | 162709 | Landkreis Ludwigslust-Parchim                                        |                            | Position | 95               | 1994                 |
| Döpe                                                                | weitere Bilder | N 19    | 14323  | Landkreis Nordwestmecklenburg, Landkreis Ludwigslust-Parchim         |                            | Position | 214              | 1941                 |
| Dünenkiefernwald am Langhagensee                                    | weitere Bilder | N 84    | 162822 | Landkreis Ludwigslust-Parchim                                        |                            | Position | 15               | 1996                 |
| Durchbruchstal der Warnow und Mildenitz                             | weitere Bilder | N 70    | 162825 | Landkreis Ludwigslust-Parchim, Landkreis Rostock                     |                            | Position | 71               | 1967                 |
| Fischteiche in der Lewitz                                           | weitere Bilder | N 59    | 14354  | Landkreis Ludwigslust-Parchim                                        |                            | Position | 1767             | 1967                 |
| Friedrichsmoor                                                      | weitere Bilder | N 29    | 14353  | Landkreis Ludwigslust-Parchim                                        |                            | Position | 170              | 1961                 |
| Gägelower See                                                       |                | N 124   | 318418 | Landkreis Ludwigslust-Parchim                                        |                            | Position | 40               | 1999                 |
| Gehlsbachtal                                                        |                | N 239   | 163214 | Landkreis Ludwigslust-Parchim                                        |                            | Position | 252              | 1996                 |
| Görslower Ufer                                                      | weitere Bilder | N 108   | 163289 | Landkreis Ludwigslust-Parchim                                        |                            | Position | 50               | 1982                 |
| Grambower Moor                                                      | weitere Bilder | N 109   | 163301 | Landkreis Nordwestmecklenburg, Landkreis Ludwigslust-Parchim         |                            | Position | 571              | 1994                 |
| Großer und Kleiner Serrahn                                          |                | N 197   | 14375  | Landkreis Ludwigslust-Parchim                                        |                            | Position | 715              | 1990                 |
| Großes Moor bei Darze                                               | weitere Bilder | N 110   | 14388  | Landkreis Ludwigslust-Parchim                                        |                            | Position | 193              | 1982                 |
| Jellen                                                              |                | N 40    | 163948 | Landkreis Ludwigslust-Parchim                                        |                            | Position | 24               | 1997                 |
| Kläden                                                              | weitere Bilder | N 41    | 164107 | Landkreis Ludwigslust-Parchim                                        |                            | Position | 44               | 1998                 |
| Klädener Plage und Mildenitz-Durchbruchstal                         | weitere Bilder | N 306   | 164108 | Landkreis Ludwigslust-Parchim                                        |                            | Position | 118              | 1996                 |
| Klinker Plage                                                       |                | N 112   | 164142 | Landkreis Ludwigslust-Parchim                                        |                            | Position | 38               | 1982                 |
| Krummes Moor                                                        |                | N 231   | 164269 | Landkreis Ludwigslust-Parchim                                        |                            | Position | 14               | 1990                 |
| Langenhägener Seewiesen                                             | weitere Bilder | N 232   | 164359 | Landkreis Ludwigslust-Parchim                                        |                            | Position | 146              | 1996                 |
| Marienfließ                                                         | weitere Bilder | N 279   | 164568 | Landkreis Ludwigslust-Parchim                                        |                            | Position | 617              | 1996                 |
| Moorrinne von Klein Salitz bis zum Neuenkirchener See               | weitere Bilder | N 320   | 378125 | Landkreis Nordwestmecklenburg, Landkreis Ludwigslust-Parchim         |                            | Position | 858              | 2006                 |
| Nieklitzer Moor                                                     |                | N 115   | 164818 | Landkreis Ludwigslust-Parchim                                        |                            | Position | 67               | 1982                 |
| Niendorf-Bernstorffer Binnensee                                     |                | N 178   | 164819 | Landkreis Nordwestmecklenburg, Landkreis Ludwigslust-Parchim         |                            | Position | 582              | 1990                 |
| Nordufer Langhagensee und Kleiner Langhagensee                      | weitere Bilder | N 199   | 164844 | Landkreis Ludwigslust-Parchim                                        |                            | Position | 34               | 1990                 |
| Nordufer Plauer See                                                 | weitere Bilder | N 67    | 14356  | Landkreis Mecklenburgische Seenplatte, Landkreis Ludwigslust-Parchim |                            | Position | 647              | 1996                 |
| Paschensee                                                          | weitere Bilder | N 120   | 164978 | Landkreis Ludwigslust-Parchim                                        |                            | Position | 228              | 1996                 |
| Pipermoor/Mühlbachtal                                               |                | N 233   | 165006 | Landkreis Ludwigslust-Parchim                                        |                            | Position | 13               | 1990                 |
| Plauer Stadtwald                                                    |                | N 304   | 378341 | Landkreis Ludwigslust-Parchim                                        |                            | Position | 349              | 2012                 |
| Quaßliner Moor                                                      | weitere Bilder | N 74    | 165056 | Landkreis Ludwigslust-Parchim                                        |                            | Position | 59               | 2000                 |
| Ramper Moor                                                         |                | N 121   | 165094 | Landkreis Ludwigslust-Parchim, Landkreis Nordwestmecklenburg         |                            | Position | 164              | 1982                 |
| Sabelsee                                                            |                | N 122   | 165279 | Landkreis Ludwigslust-Parchim                                        |                            | Position | 35               | 1939                 |
| Schaalelauf                                                         | weitere Bilder | N 113   | 14360  | Landkreis Ludwigslust-Parchim                                        |                            | Position | 542              | 2007                 |
| Sonnenberg                                                          | weitere Bilder | N 45    | 14355  | Landkreis Ludwigslust-Parchim                                        |                            | Position | 116              | 1961                 |
| Stecknitz-Delvenau                                                  | weitere Bilder | N 235   | 165659 | Landkreis Ludwigslust-Parchim                                        |                            | Position | 261              | 1994                 |
| Strangen                                                            | weitere Bilder | N 170   | 165761 | Landkreis Ludwigslust-Parchim                                        |                            | Position | 78               | 1990                 |
| Techin                                                              |                | N 168   | 165842 | Landkreis Ludwigslust-Parchim                                        |                            | Position | 622              | 1990                 |
| Töpferberg                                                          |                | N 68    | 165924 | Landkreis Ludwigslust-Parchim                                        |                            | Position | 14               | 1967                 |
| Trockenhänge am Petersberg                                          |                | N 263   | 319223 | Landkreis Ludwigslust-Parchim                                        |                            | Position | 46               | 1999                 |
| Trockenhänge bei Jülchendorf und Schönlager See                     |                | N 322   | 319225 | Landkreis Ludwigslust-Parchim                                        |                            | Position | 102              | 2000                 |
| Upahler und Lenzener See                                            | weitere Bilder | N 116   | 14359  | Landkreis Rostock, Landkreis Ludwigslust-Parchim                     |                            | Position | 537              | 1999                 |
| Wallmoor                                                            |                | N 236   | 166162 | Landkreis Ludwigslust-Parchim                                        |                            | Position | 29               | 1990                 |
| Wangeliner See                                                      |                | N 293   | 319286 | Landkreis Ludwigslust-Parchim                                        |                            | Position | 127              | 1999                 |
| Warnowseen                                                          |                | N 76    | 14347  | Landkreis Ludwigslust-Parchim                                        |                            | Position | 232              | 1967                 |
| Warnowtal bei Karnin                                                | weitere Bilder | N 123   | 166171 | Landkreis Ludwigslust-Parchim                                        |                            | Position | 150              | 1982                 |
| Weißes Moor                                                         |                | N 77    | 166235 | Landkreis Ludwigslust-Parchim                                        |                            | Position | 13               | 1967                 |
| Wüstemoor am Blanksee                                               |                | N 298   | 378386 | Landkreis Ludwigslust-Parchim                                        |                            | Position | 87               | 1995                 |

## Ehemalige Naturschutzgebiete
- Binnendünen bei Klein Schmölen (N 55)
- Bollenberg bei Gothmann (N 148)
- Elbdeichvorland (N 151)
- Elbhang Vierwald (N 152)
- Krainke von Quelle bis Mündung in die Sude (N 159)
- Löcknitztal-Altlauf (N 177)
- Rögnitzwiesen bei Neu Lübtheen (N 167)
- Rüterberg (N 172)
- Schaale (N 169)
- Sudeniederung zwischen Boizenburg und Besitz (N 165)
- Togerwiesen bei Garlitz (N 174)

## Quelle
- Landesamt für Umwelt, Naturschutz und Geologie Mecklenburg-Vorpommern, Liste der Naturschutzgebiete (Version vom 31. Dezember 2015)
- Common Database on Designated Areas Datenbank, Version 14